# Dagny Berger
Dagny Berger (* 16. September 1903 in Asker als Dagny Hansen; † 10. Mai 1950 in Bygdøy) war eine norwegische Pilotin. Sie war die erste Frau Norwegens, die eine Fluglizenz erhielt.

## Leben
Berger wuchs zunächst in Asker auf, ihre Eltern zogen jedoch 1910 in den Ort Rykkin in der Kommune Bærum. Im gleichen Jahr wechselte ihre Familie den Familiennamen von Hansen zu Berger. Nachdem sie 1923 als eine der ersten Frauen in Norwegen ihren Autoführerschein erhalten hatte, nahm sie in Finnland an Autorennen teil. Um ihre Leidenschaft zu Autos zu finanzieren, musste sie unter anderem Bücher und Armbanduhren verkaufen.
Im Alter von 22 Jahren wollte sie auch die Fluglizenz machen, nachdem sie in der Zeitung gelesen hatte, dass es im Ausland auch Frauen gäbe, die dies täten. Dabei wurde sie bei mehreren Flugschulen abgewiesen und es wurde ihr geraten, bei einer der Flugzeugfabriken in England anzufragen. Berger fragte daraufhin bei der Flugschule der De Havilland Aircraft Company an und wurde dort im Jahr 1926 angenommen. Dort flog sie eine Maschine des Typs de Havilland Moth. Die Ausbildung finanzierte sie sich durch ihre Tätigkeit als Fahrlehrerin und Chauffeurin bei einer indischen Familie. Im September 1927 schloss sie schließlich ihre Ausbildung ab und sie erhielt die Fluglizenz. Berger wurde dadurch die erste weibliche Pilotin Norwegens. Bei einer Veranstaltung der Universität Oslo wurde sie gemeinsam mit Sonja Henie als ein Vorbild für junge Norwegerinnen vorgestellt. Nach ihrer Rückkehr versuchte sie, ihren Lebensunterhalt als Pilotin zu verdienen, war ihr allerdings nicht gelang. Im Jahr 1929 versuchte sie, einen Flug über den Atlantik zu finanzieren. Berger schaffte es auch nicht wie gewünscht, sich ein eigenes Flugzeug zu kaufen und sie musste ab 1929 die Fliegerei einstellen. 
Stattdessen arbeitete sie ab 1929 als Gouvernante in Städten wie Montreal, New York City, Paris und Nizza. Nach ihrer erneuten Rückkehr nach Norwegen im Jahr 1933 begann sie in einer Freimaurerloge und in einem Restaurant zu arbeiten. Ihr 1940 eingerichtetes Reisebüro hatte wirtschaftliche Probleme und musste 1949 wieder schließen. Am 10. Mai 1950 ertrank sie bei einem Badeunfall in Bygdøy, einer Halbinsel in Oslo. Sie blieb unverheiratet.